# NGC 595
NGC 595 este o nebuloasă de emisie situată în galaxia Triunghiului, constelația Triunghiul. A fost descoperită în 1 octombrie 1864 de către Heinrich Louis d'Arrest. De asemenea, a fost observată încă o dată în 1 noiembrie 1866 de către Truman Henry Safford.